# HDTV
HDTV er et digitalt broadcasting-system til tv, med højere opløsning end NTSC, SECAM og PAL.
Systemet bruges også til videospil, DVD m.m. HDTV står for High Definition TV, hvilket betyder højopløseligt tv.

## Modtagelse af HDTV-signaler
Der findes forskellige måder at modtage HD-signaler på.

### HD Ready
Fjernsyn, projektorer og computerskærme, der bærer "HD Ready"-logoet, kan vise HD-signaler med en minimumsopløsning på 1280×720 billedpunkter. På HD Ready-apparater er det muligt at tilslutte iPads, tablets, blu-ray-afspillere, bærbare, stationære computere, Playstation 3, Xbox 360, mobiltelefoner samt meget andet.

### Modtagelse i Danmark
- Kabel-tv: Kræver en DVB-C tuner, som findes i stort set alle moderne fladskærme. Signalet kan også fanges via en digital tv-modtagerboks.
- Antenne, landbaseret tv, DTT-nettet: Kræver en DVB-T- eller DVB-T2-tuner, som findes i alle moderne fladskærms-tv'er. Signalet kan også behandles via en digital tv-modtagerboks.
- Satellit-tv: Kræver en DVB-S-tuner, som findes i mange nyere high-end-fladskærms-tv. Signalet kan også behandles via en digital tv-modtagerboks.
- Videospil: Playstation 3 benytter Blu-ray videospil og har en standardopløsning på 1920×1080 billedpunkter. Xbox 360 benytter DVD og har ligeledes en standardopløsning på 1920×1080 billedpunkter.
- Optiske diske: Med Blu-ray og HD DVD kan man se film i HD.

## Sammenligning medSDTV
| Billedkvalitet | Billedkvalitet |
| -------------- | -------------- |
| sdtv eksemple  | hdtv eksemple  |
| SDTV           | HDTV           |

Tv-billeder i HD-opløsning består af 720 eller 1080 linjer, mens billedopløsningen i SDTV (standard definition TV) maksimalt er på 576 linjer (PAL). Det betyder, at detaljeringsgraden i HDTV er synligt højere – det er tydeligt skarpere.

## Tekniske detaljer
MPEG-4 er det mest brugte codec til HDTV-broadcasting. SDTV er kodet i enten i MPEG-2 eller MPEG-4 afhængigt af udbyderen. DTT-nettet benytter MPEG-4. Kabel-tv-leverandørerne, som f.eks. YouSee, sender HDTV i MPEG-4 og SDTV i MPEG-2.
Der findes forskellige HD-formater, de mest almindelige er 720p (p for progressive), 1080i (i for interlaced) og 1080p. HDTV-broadcasts bruger typisk 720p eller 1080i, hvorimod Blu-ray og HD-DVD typisk er i 1080p.

### Lyd
De fleste HD-broadcasts bruget Dolby Digital-lydformat der giver mulighed for 5.1-surroundlyd.

### Billede
HDTV-standarderne er som udgangspunkt med kvadratiske billedpunkter. Nogle codecs bruger dog anamorphiske billedpunkter.
Se mere under HDV.